# باشگاه فوتبال بریسلینگتون
باشگاه فوتبال بریسلینگتون (به انگلیسی: Brislington Football Club) یک باشگاه فوتبال در شهر بریسلینگتون، کشور انگلستان است که در سال ۱۹۵۶ میلادی تأسیس شده‌است.